# Anisobas texensis
Anisobas texensis är en stekelart som först beskrevs av William Harris Ashmead 1890.  Anisobas texensis ingår i släktet Anisobas och familjen brokparasitsteklar. Inga underarter finns listade i Catalogue of Life.